# Vlag van Franeker

Vlag van de gemeente Franeker
(1962-1984)

Onofficiële vlag voor 1962

De vlag van Franeker is op 14 december 1962 per raadsbesluit bevestigd als de gemeentelijke vlag van de gemeente Franeker in de Nederlandse provincie Friesland. Per 1 januari 1984 is de vlag niet langer als gemeentelijke vlag in gebruik nadat de gemeente Franeker in Franekeradeel is opgegaan. Per 1 januari 2018 valt Franeker onder de nieuw opgerichte gemeente Waadhoeke.

## Beschrijving
De vlag wordt als volgt beschreven:
Vier banen van gelijke hoogte in geel en blauw.

## Geschiedenis
De kleuren zijn afkomstig van het gemeentewapen. Het is een oude vlag, waarvan de Fryske Rie foar Heraldyk vond dat hij in ere hersteld moest worden, de gemeente had onofficieel een vlag met twee banen geel en blauw in gebruik. De vroegste vermelding van de vlag met vier banen komt uit 1708 en is te vinden in een vlaggenboek uitgegeven door Hesman. In 1857 gaf de Nederlandse minister van Marine deze vlag aan zijn Franse collega op als vlag van Franeker. Opvallend is dat de voormalige vlag van Leeuwarden, een van de andere Friese elf steden, dezelfde kleuren in omgekeerde volgorde heeft. 

## Verwante afbeeldingen

Wapen van Franeker

Aengwirden 
· Baarderadeel 
· Barradeel 
· het Bildt 
· Bolsward 
· Boornsterhem 
· Dokkum 
· Dongeradeel 
· Doniawerstal 
· Ferwerderadeel 
· Franeker 
· Franekeradeel 
· Gaasterland 
· Gaasterland-Sloten 
· Haskerland 
· Hemelumer Oldeferd 
· Hennaarderadeel 
· Hindeloopen 
· Idaarderadeel 
· IJlst 
· Kollumerland en Nieuwkruisland 
· Leeuwarderadeel 
· Lemsterland 
· Littenseradeel 
· Menaldumadeel 
· Nijefurd 
· Oostdongeradeel 
· Rauwerderhem 
· Schoterland 
· Skarsterlân 
· Sloten 
· Sneek 
· Stavoren 
· Terschelling en Vlieland 
· Utingeradeel 
· Westdongeradeel 
· Wonseradeel 
· Workum 
· Wymbritseradeel